# Pascal Groß
Pascal Groß (pronunciación en alemán: /'paskal ˈɡʁoːs/; Mannheim, 15 de junio de 1991) es un futbolista alemán que juega de centrocampista en el Borussia Dortmund de la 1. Bundesliga.

## Trayectoria
Groß debutó en la Bundesliga con el TSG 1899 Hoffenheim, en un partido que se disputó el 2 de mayo de 2009 ante el VfL Wolfsburgo. En enero de 2011, sin embargo, se marchó al Karlsruher SC.

### Ingolstadt
En 2012 fichó por el FC Ingolstadt 04 en el que se convirtió en una de las piezas claves de su equipo. Con el Ingolstadt logró el ascenso a la Bundesliga por primera vez en la historia del club alemán. Durante las temporadas que jugó en el Ingolstadt disputó 158 partidos y marcó 17 goles.

### Brighton

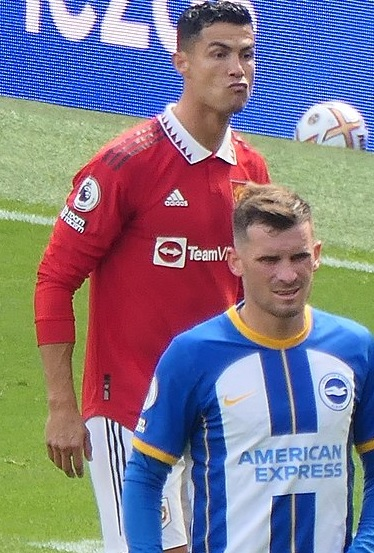
Groß junto a Cristiano Ronaldo en un partido contra el Manchester United (7 de agosto de 2022).

En mayo de 2017 fichó por el Brighton & Hove Albion Football Club, que acababa de ascender a la Premier League. Con el Brighton anotó el primer gol de la historia del club en esta competición.
Estuvo siete temporadas en las que jugó 261 partidos, marcó 32 goles y dio 52 asistencias. Además ayudó al equipo a jugar por primera vez competiciones europeas en su historia, siendo el capitán en el primer encuentro frente al AEK Atenas en septiembre de 2023.
El 1 de agosto de 2024 regresó al fútbol alemán después de ser traspasado al Borussia Dortmund.

## Selección nacional
El 9 de septiembre de 2023 hizo su debut con la selección de Alemania en un amistoso ante Japón que perdieron por un gol a cuatro.

### Participaciones en Eurocopas
| Copa          | Sede     | Resultado        | Partidos | Goles |
| ------------- | -------- | ---------------- | -------- | ----- |
| Eurocopa 2024 | Alemania | Cuartos de final | 1        | 0     |

## Clubes
- Actualizado el 5 de julio de 2025.[6]

| Club                         | País                  | Año       | Partidos | Goles |
| ---------------------------- | --------------------- | --------- | -------- | ----- |
| TSG 1899 Hoffenheim          | Bandera de Alemania   | 2008-2010 | 6        | 0     |
| Karlsruher S. C.             | Bandera de Alemania   | 2011-2012 | 28       | 4     |
| F. C. Ingolstadt 04          | Bandera de Alemania   | 2012-2017 | 165      | 17    |
| Brighton & Hove Albion F. C. | Bandera de Inglaterra | 2017-2024 | 261      | 32    |
| Borussia Dortmund            | Bandera de Alemania   | 2024-     | 50       | 1     |